# العلاقات التشيلية الصربية
العلاقات التشيلية الصربية هي العلاقات الثنائية التي تجمع بين تشيلي وصربيا.

## مقارنة بين البلدين
هذه مقارنة عامة ومرجعية للدولتين:
| وجه المقارنة                                              | تشيلي                         | صربيا                                                      |
| --------------------------------------------------------- | ----------------------------- | ---------------------------------------------------------- |
| المساحة (كم2)                                             | 756.10 ألف                    | 88.36 ألف                                                  |
| عدد السكان (نسمة)                                         | 17.37 مليون                   | 7.02 مليون                                                 |
| الكثافة السكانية (ن./كم²)                                 | 22.97                         | 79.45                                                      |
| العاصمة                                                   | سانتياغو                      | بلغراد                                                     |
| اللغة الرسمية                                             | اللغة الإسبانية               | اللغة الصربية                                              |
| العملة                                                    | بيزو تشيلي، وحدة حساب تشيلية ‏ | دينار صربي                                                 |
| الناتج المحلي الإجمالي (بليون دولار)                      | 277.08 مليار                  | 41.43 مليار                                                |
| الناتج المحلي الإجمالي (تعادل القوة الشرائية) بليون دولار | 419.39 مليار                  | 100.13 مليار                                               |
| الناتج المحلي الإجمالي الاسمي للفرد دولار أمريكي          | 13.42 ألف                     | 5.24 ألف                                                   |
| الناتج المحلي الإجمالي للفرد دولار أمريكي                 | 22.07 ألف                     | 13.59 ألف                                                  |
| مؤشر التنمية البشرية                                      | 0.832                         | 0.771                                                      |
| رمز المكالمات الدولي                                      | +56                           | +381                                                       |
| رمز الإنترنت                                              | .cl                           | .rs، .срб ‏                                                 |
| المنطقة الزمنية                                           | 00، 00، 00، 00                | توقيت وسط أوروبا، ت ع م+01:00، ت ع م+02:00، أوروبا/بلغراد ‏ |

## منظمات دولية مشتركة
يشترك البلدان في عضوية مجموعة من المنظمات الدولية، منها:
| علم المنظمة | اسم المنظمة                               | تاريخ انضمام تشيلي | تاريخ انضمام صربيا |
| ----------- | ----------------------------------------- | ------------------ | ------------------ |
|             | مؤسسة التنمية الدولية                     | 30 ديسمبر 1960     | 25 فبراير 1993     |
|             | يونسكو                                    | 7 يوليو 1953       | 20 ديسمبر 2000     |
|             | وكالة ضمان الاستثمار متعدد الأطراف        | 12 أبريل 1988      | 19 مارس 1993       |
|             | الأمم المتحدة                             | 24 أكتوبر 1945     | 1 نوفمبر 2000      |
|             | الفريق المعني برصد الأرض                  | ?                  | ?                  |
|             | الاتحاد البريدي العالمي                   | ?                  | ?                  |
|             | البنك الدولي للإنشاء والتعمير             | 31 ديسمبر 1945     | 25 فبراير 1993     |
|             | المنظمة الهيدروغرافية الدولية             | ?                  | ?                  |
|             | الاتحاد الدولي للاتصالات                  | 1908               | 1 يونيو 2001       |
|             | منظمة حظر الأسلحة الكيميائية              | ?                  | ?                  |
|             | مؤسسة التمويل الدولية                     | 15 أبريل 1957      | 25 فبراير 1993     |
|             | المركز الدولي لتسوية المنازعات الاستشارية | 24 أكتوبر 1991     | 8 يونيو 2007       |
|             | منظمة الشرطة الجنائية الدولية             | ?                  | ?                  |

## وصلات خارجية
- موقع وزارة الخارجية التشيلية
- موقع وزارة الخارجية الصربية